# 幕田正力
幕田 正力（まくた まさちか、1943年 - ）は、神奈川県出身のアマチュア野球選手（内野手、外野手）。
息子は元プロ野球選手の幕田賢治。

## 経歴
法政二高では遊撃手として甲子園に3回出場。2年生の時、二番打者として1960年夏の選手権にエース柴田勲を擁し出場。順調に勝ち進み決勝では静岡高に3-0で完封勝利、初優勝を飾る。翌1961年春の選抜では一番打者に回り、決勝で高松商を4-0で降し、前年からの夏春連覇を達成する。法政二高は同年夏の選手権にも出場。準決勝で、これまで甲子園で2勝している因縁の浪商と対決、柴田と尾崎行雄との投手戦となり、延長11回の熱戦の末2－4で敗退した。柴田以外の高校同期に三塁手の是久幸彦、中堅手の的場祐剛（大洋）、1年下には後に日本人初のメジャーリーガーとなる村上雅則が控え投手として出場していた。
プロ野球選手になることを目指したが、身長168 cmと小柄だったため断念し、卒業後は日本石油に入社。1964年に外野手に転向。1966年の都市対抗では、エース平松政次を擁し準決勝に進むが熊谷組に9回裏サヨナラ負けを喫する。この大会では一番打者、右翼手として活躍し優秀選手賞を獲得した。同年のアマチュア野球世界選手権日本代表に選出され日本の優勝に貢献。同年の第1回社会人ベストナイン（外野手）となる。翌1967年の都市対抗では決勝に進出、3安打を放ち日本楽器を降し優勝を飾った。この時のチームメイトに広瀬幸司、枝松道輝、石山建一がいる。1968年も都市対抗準決勝に進むが河合楽器に敗退。この大会でも優秀選手賞を獲得。同年8月にはアラスカ・ゴールドパナーズとの日米親善野球試合に出場した。また2回目の社会人ベストナインに選出されている。